# Elezioni presidenziali in Mauritania del 1992
Le elezioni presidenziali in Mauritania del 1992 si tennero il 24 gennaio.

## Risultati
| Maaouya Ould Sid'Ahmed Taya | Partito Repubblicano Democratico e Sociale | 345 583   | 62,89 |  |  |  |  |  |
| Ahmed Ould Daddah           | Unione delle Forze Democratiche            | 180 658   | 32,88 |  |  |  |  |  |
| Mustafa Ould Salek          | Indipendente                               | 15 735    | 2,86  |  |  |  |  |  |
| Mohammed Mahmoud Ould Mah   | Unione Popolare Sociale e Democratica      | 7 506     | 1,37  |  |  |  |  |  |
| Totale                      | Totale                                     | 549 482   | 100   |  |  |  |  |  |
|                             |                                            |           |       |  |  |  |  |  |
| Voti non validi             | Voti non validi                            | 11 314    | 2,02  |  |  |  |  |  |
| Votanti                     | Votanti                                    | 560 796   | 47,37 |  |  |  |  |  |
| Elettori                    | Elettori                                   | 1 183 892 |       |  |  |  |  |  |